# Shime
Shime (japanska: 志免町?, Shime-machi) är en landskommun (köping) i Fukuoka prefektur i Japan. Kommunen gränsar i väster till Fukuoka och är en del av dess storstadsområde.